# Сидоров, Владимир Михайлович
Владимир Михайлович Сидоров (25 мая 1939 — 28 августа 1993) — советский и российский кинооператор мультипликационных фильмов.

## Биография
Родился 25 мая 1939 года.
В 1956—1962 годах работал на киностудии «Союзмультфильм».
В 1962—1964 годах работал в Научно-исследовательском кинофотоинституте.
В 1963—1972 годах учился во ВГИКе на операторском факультете.
В 1964—1993 годах вновь работал на киностудии «Союзмультфильм». Участвовал в съёмках более 50 лент. В качестве оператора производственного объединения кукольных фильмов сотрудничал с режиссёрами Борисом Аблыниным, Владимиром Данилевичем, Владимиром Дегтярёвым, Сергеем Олифиренко, Станиславом Соколовым, Иваном Уфимцевым.
Трагически погиб 28 августа 1993 года.

## Фильмография
| Год  | Название мультфильма                           |
| ---- | ---------------------------------------------- |
| 1966 | «Тимошкина ёлка»                               |
| 1967 | «Как стать большим»                            |
| 1967 | «Приключения барона Мюнхаузена»                |
| 1968 | «Белая шкурка»                                 |
| 1968 | «Козлёнок, который считал до десяти»           |
| 1969 | «Пластилиновый ёжик»                           |
| 1969 | «Солнечное зёрнышко»                           |
| 1970 | «Мой друг Мартын»                              |
| 1970 | «Приключения Огуречика»                        |
| 1970 | «Сказка о живом времени»                       |
| 1971 | «Лошарик»                                      |
| 1972 | «Аве Мария»                                    |
| 1973 | «Волшебные фонарики»                           |
| 1973 | «Про Петрушку»                                 |
| 1974 | «Всё наоборот»                                 |
| 1974 | «Карусельный лев»                              |
| 1975 | «В гостях у гномов»                            |
| 1976 | «Будь здоров, зелёный лес!»                    |
| 1976 | «Как дед великое равновесие нарушил»           |
| 1976 | «Ночь весны»                                   |
| 1976 | «Сказка дедушки Ай-По»                         |
| 1977 | «Бабушка удава» (из цикла «38 попугаев»)       |
| 1977 | «Куда идёт слонёнок» (из цикла «38 попугаев»)  |
| 1977 | «Одна лошадка белая»                           |
| 1977 | «Солнышко на нитке»                            |
| 1978 | «А вдруг получится» (из цикла «38 попугаев»)   |
| 1978 | «Вагончик»                                     |
| 1978 | «Привет мартышке» (из цикла «38 попугаев»)     |
| 1979 | «Домашний цирк»                                |
| 1979 | «Жёлтый слон»                                  |
| 1979 | «Завтра будет завтра» (из цикла «38 попугаев») |
| 1979 | «Зарядка для хвоста» (из цикла «38 попугаев»)  |
| 1979 | «Про щенка»                                    |
| 1980 | «Шарик-фонарик»                                |
| 1981 | «Бибигон»                                      |
| 1981 | «Поросёнок в колючей шубке»                    |
| 1982 | «Дедушкин бинокль»                             |
| 1982 | «Рыбья упряжка»                                |
| 1983 | «Про мамонтёнка»                               |
| 1983 | «Сказка об очень высоком человеке»             |
| 1983 | «Хвастливый мышонок»                           |
| 1983 | «Чебурашка идёт в школу»                       |
| 1984 | «Ваня и крокодил»                              |
| 1984 | «Как щенок учился плавать»                     |
| 1985 | «Падающая тень»                                |
| 1986 | «Легенда о Сальери»                            |
| 1986 | «Мышонок и красное солнышко»                   |
| 1987 | «Большой подземный бал»                        |
| 1987 | «Выкрутасы»                                    |
| 1987 | «Коротышка — зелёные штанишки»                 |
| 1987 | «Щенок и старая тапочка»                       |
| 1990 | «Пришелец Ванюша»                              |
| 1991 | «Ванюша и космический пират»                   |
| 1991 | «Сказка»                                       |
| 1992 | «Машенька»                                     |
| 1993 | «Ванюша и великан»                             |
| 1993 | «Прекрасная Маргарет и Черри Флей»             |